# Chiesa di Notre Dame de l'Assomption
La chiesa di Nostra Signora dell'Assunzione (in francese: Église Notre-Dame-de-l'Assomption) è un luogo di culto cattolico di Parigi, situato nel I arrondissement, in place Maurice-Barrès, all'angolo fra rue Saint-Honoré e rue Cambon; è sede della Missione cattolica polacca di Francia (in francese: Mission Catholique Polonaise de France), che include tutti i polacchi di fede cattolica residenti nella nazione.
L'edificio si trova nei pressi della stazione della metropolitana di Parigi Concorde (linee ,  e ).

## Storia

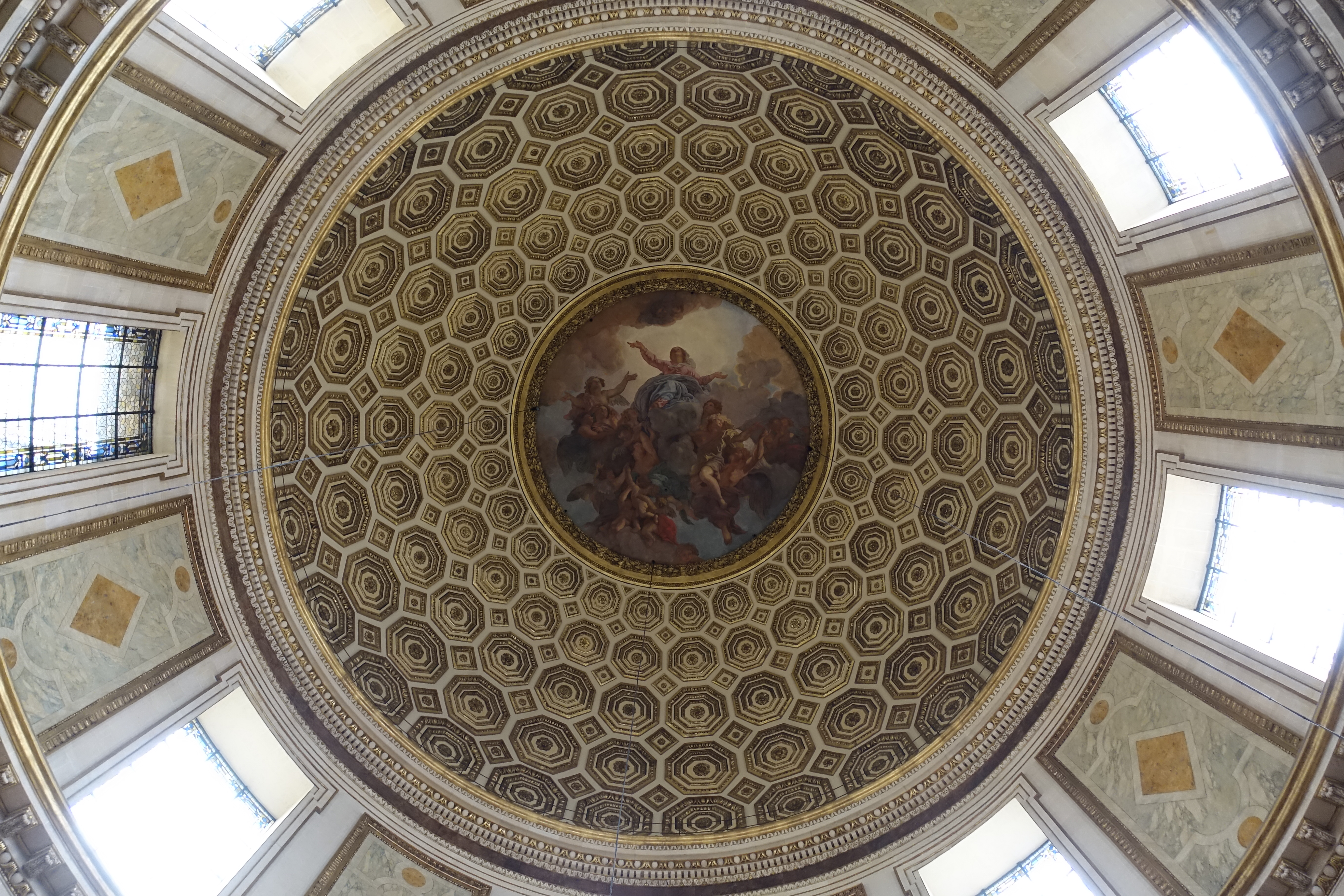
La cupola.

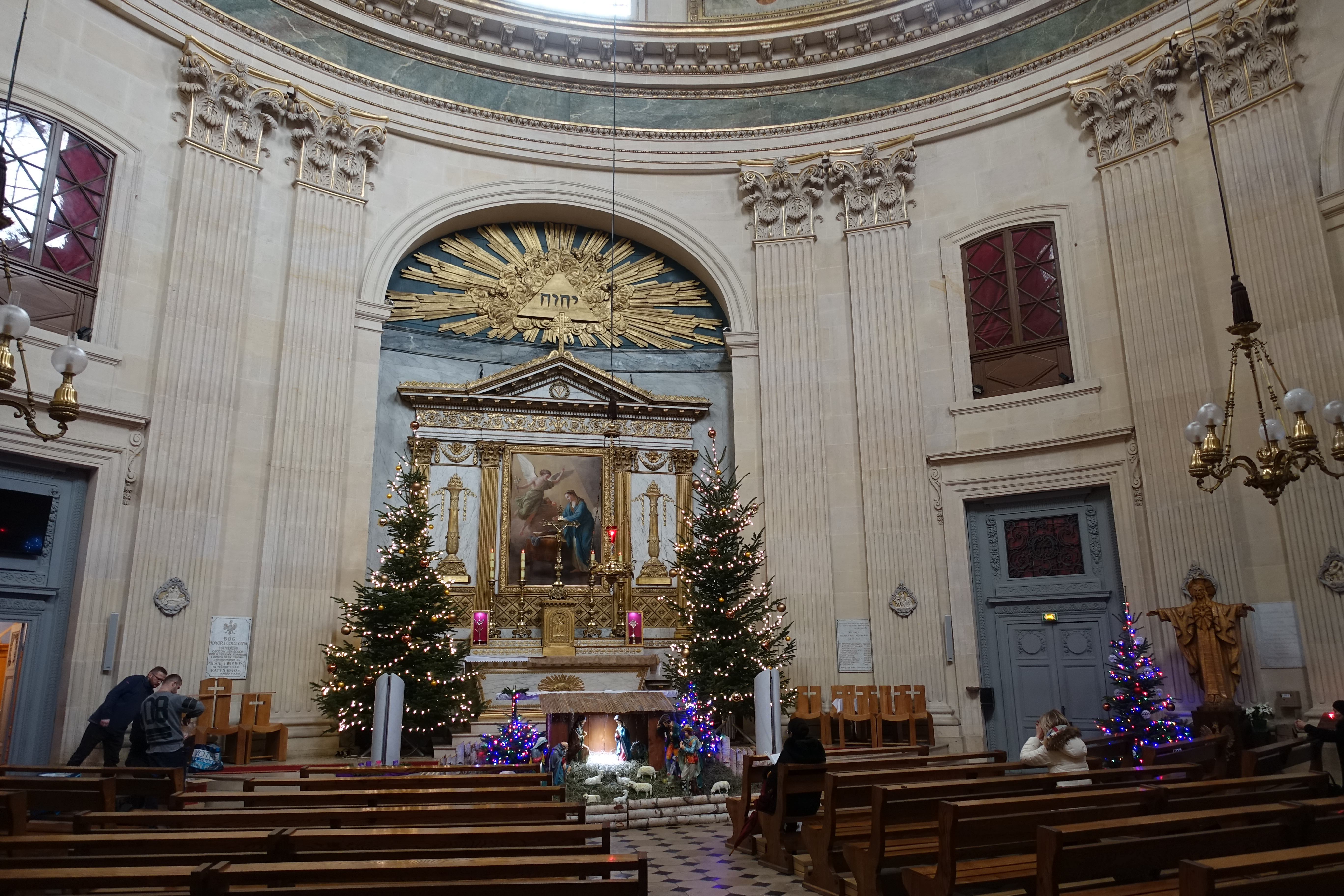
Interno.

Nel XVII secolo un edificio in rue Saint-Honoré, appartenente alla Compagnia di Gesù, fu donato alle Dames de l'Assomption, che v'intrapresero dei lavori, fra i quali la costruzione di una cappella, per la quale si rivolsero all'architetto Charles Errard. Quest'ultimo allora soggiornava a Roma e, appassionato d'italianismo, ispirò il suo progetto alla storia antica ed all'architettura rinascimentale, inserendovi tuttavia una nota personale. I suoi obblighi romani gli impedirono di sovrintendere alla costruzione dell'edificio, per il quale incarico fu scelto un tal Chéret, un capomastro impresario.
La costruzione sollevò numerose critiche, per le quali Charles Errard accusò Chéret di aver modificato i suoi progetti. I lavori iniziarono nel 1670 e terminarono sei anni più tardi, nel 1676. Durante la Rivoluzione la chiesa venne sconsacrata ed utilizzata come magazzino, fino alla riapertura al culto, avvenuta nel 1802. Nel 1844, per volontà dell'arcivescovo di Parigi Denis-Auguste Affre, divenne sede della missione polacca. Saccheggiata e danneggiata durante la Comune del 1871, fu in seguito restaurata anche grazie a delle donazioni di papa Pio IX.
Dal 22 maggio al 5 settembre 1838, la chiesa fu luogo dell'inumazione provvisoria di Charles Maurice de Talleyrand-Périgord, in attesa che fosse completata la sua tomba presso il castello di Valençay. Inoltre, il 24 marzo 1842 vi furono celebrate le esequie di Stendhal.

## Descrizione
L'esterno della chiesa rivela la struttura dell'edificio, con un corpo cilindrico di 24 metri di diametro, coperto da un'ampia cupola, ad imitazione di quella della cappella della Sorbona, costruita nella prima metà del XVII secolo su progetto di Jacques Lemercier. L'ambiente è illuminato da sei grandi finestroni rettangolari che, esternamente, sono alternati a nicchie vuote. L'ingresso alla chiesa, che avviene tramite un unico portale, i cui battenti sono finemente cesellati, è sottolineato da un pronao di derivazione classica, con timpano triangolare poggiante su sei colonne corinzie lisce.

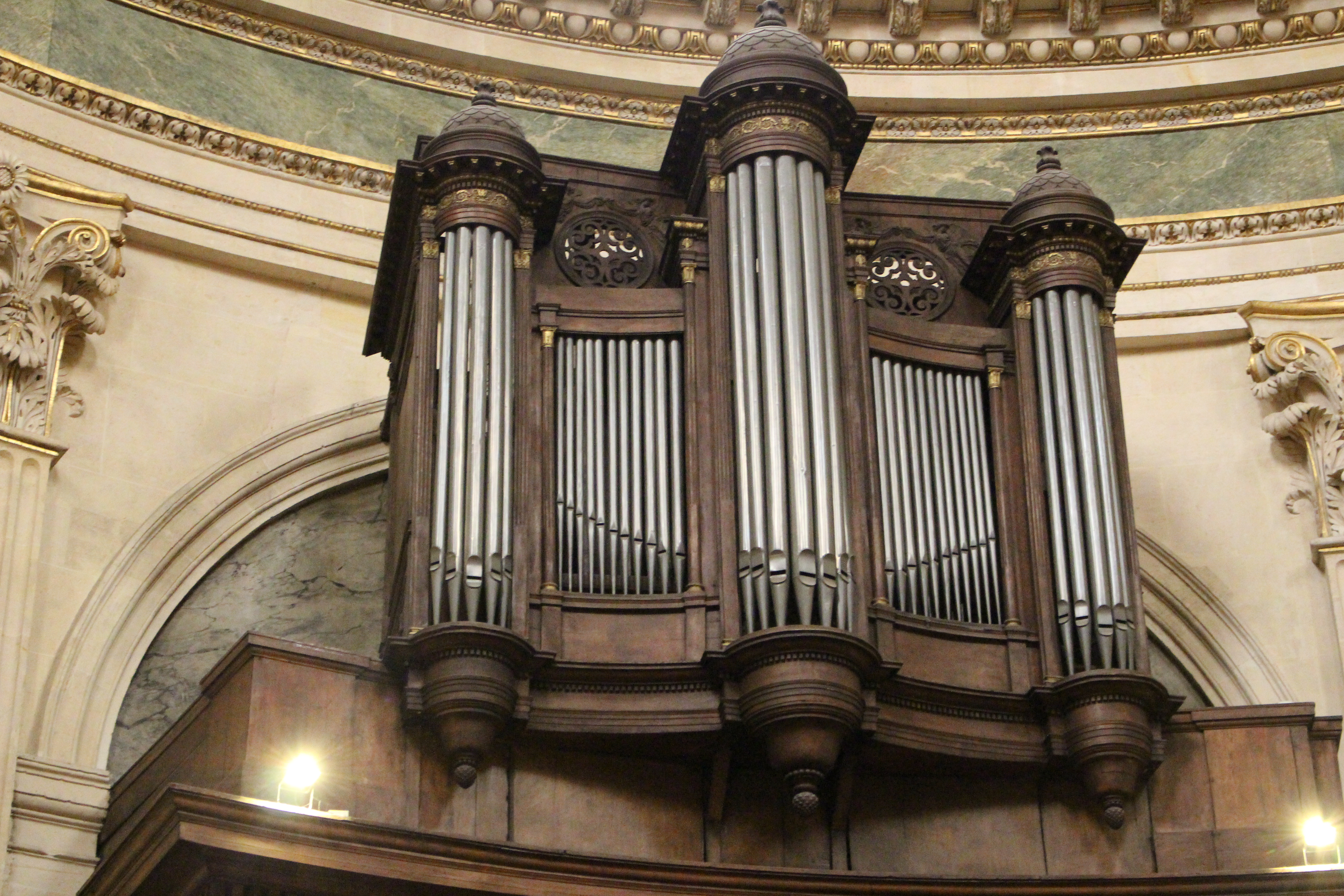
L'organo a canne

All'interno, la parete curva vede, nella parte inferiore, un alternarsi di porte e ampie nicchie ad arco con coppie di lesene corinzie scanalate. Sopra l'ingresso, ospitato entro una cassa lignea della fine del XVIII secolo, vi è l'organo a canne Cavaillé-Coll opus 148/100 (1849), a trasmissione elettrica, con 19 registri su due manuali e pedale. Opposto al portale vi è l'altare maggiore neoclassico, sormontato dalla tela dell'Annunciazione di Joseph-Marie Vien (1763). Al di sopra dell'altare laterale, posto nella grande nicchia di destra, si trovano i dipinti Natività di Maria di Joseph-Benoît Suvée (1779, in basso) e Adorazione dei pastori di Dingeman Van Der Hagen (1648, in alto). La calotta della cupola è stata integralmente affrescata da Charles de La Fosse alla fine del XVII secolo con un finto cassettonato e, al centro, un tondo con l'Assunzione di Maria, per il quale aveva realizzato un dipinto preparatorio su tavola, attualmente presso il musée Magnin di Digione.